# Jan Novotný (politik KSČ, 1906)
Jan Novotný (10. prosince 1906 – ???) byl český a československý politik Komunistické strany Československa a poúnorový poslanec Národního shromáždění ČSR.

## Biografie
Po volbách roku 1954 byl zvolen do Národního shromáždění za KSČ ve volebním obvodu Kojetín-Prostějov. Mandát nabyl až dodatečně v říjnu 1958 jako náhradník poté, co rezignoval poslanec Jiří Beneš. V Národním shromáždění zasedal do konce jeho funkčního období, tedy do voleb v roce 1960. Profesně se uvádí jako dlouholetý předseda JZD v obci Klenovice na Hané.
Jistého Jana Novotného také zvolil 11. sjezd KSČ kandidátem Ústředního výboru Komunistické strany Československa.